# Anadara grandis
Anadara grandis – gatunek morskiego, osiadłego małża z rodziny arkowatych (Arcidae).
Muszla o wymiarach: długość 9,6 cm, wysokość 7,9 cm, średnica 7,5 cm. Odżywia się planktonem.
Występuje od Zatoki Kalifornijskiej po Peru.